# Бибиков, Владимир Александрович
Владимир Александрович Бибиков (род. 7 февраля 1961, Нальчик) — российский футболист, футбольный тренер и футбольный функционер. Выступал на позиции защитника.

## Игровая карьера
Футболом начал заниматься в Нальчике под руководством Юрия Алексеевича Чистохвалова. В юношеские годы переехал в ленинградский спортинтернат. В 1978 году составе команды ЛОМО стал чемпионом СССР среди юношей.
В 1980 году был одним из семи выпускников ленинградского спортинтерната, пополнивших ряды «Светотехники». Вместе с ним в Саранск из Ленинграда прибыли Алексей Бессонов и Валерий Ядов (ставшие потом ключевыми игроками команды и гвардейцами клуба), а также Сергей Моисеенков, Рашид Айбатуллин, Сергей Новик и Сергей Фёдоров.
За «Светотехнику» (1980—1987, 1989, 1990) в чемпионатах СССР провёл в общей сложности 263 игры (что является восьмым показателем в истории клуба) и забил 4 мяча. В ряде матчей выводил саранскую команду на поле с капитанской повязкой — в частности, в первом официальном международном матче «Светотехники» с командой «Балкан» (Ботевград, Болгария) в 1989 году. Сезон 1988 года начинал в чебоксарской «Стали» (турнир КФК).
Единственный футболист в истории главной команды Мордовии, получивший за выступления в её составе звание Мастер спорта СССР. Поводом тому послужили 10 сезонов в футболке одного клуба. Небольшой перерыв был только в 1988 году, когда «Светотехника», лишенная статуса команды мастеров, выступала на любительском уровне — в первенстве РСФСР среди команд коллективов физической культуры.
Окончил Мордовский государственный педагогический институт имени М. Е. Евсевьева.

## Тренерская карьера
В 1993 году Бибиков начал тренерскую карьеру — тренером-ассистентом в команде «Саранскэкспорт» (чемпионат России, вторая лига). В 1996 году защитил диплом в высшей школе тренеров. В 1997 году стал третьим футболистом главной команды Мордовии, кому впоследствии довелось её возглавить в должности главного тренера — после Юрия Зарубина и Вячеслава Золкина.
В сезоне 1999 года Бибиков работал в футбольном клубе «Балаково» — сначала помощником Александра Корешкова, а затем, после его отставки, начиная со второго круга, стал главным тренером. С 2000 по 2004 год выполнял различные функции (тренер, главный тренер, исполнительный директор) в структуре футбольного клуба «Биохимик-Мордовия».
В 2005 году Владимир Бибиков продолжил тренерскую деятельность в футбольном клубе «Мордовия», а на следующий год перешёл на должность начальника команды. Осенью 2012 года, после отставки Федора Щербаченко, руководил «Мордовией» в качестве и. о. главного тренера в матчах Премьер-лиги. 1 июня 2013 года сменил Николая Левина на посту директора ФК «Мордовия».
В 2016 году продолжил учёбу в ВШТ — тренерская лицензия категории «А». После ухода из клуба отсудил почти 2 миллиона рублей и переехал в Краснодарский край.